# Амелот, Дени
Дени́ Амело́т (фр. Denis Amelote или Amelotte; 1609 год, Сент — 7 октября 1678 года, Париж) — французский богословский писатель XVII века, ораторианец, переводчик Нового Завета.
Издал в 1666—1668 годах перевод Нового Завета на французский язык, долго остававшийся одним из самых употребительных и часто перепечатываемых; впоследствии был пересмотрен относительно слога Конраром.
Был известен участием в деспотическом управлении ораторинцами Бургоэна (François Bourgoing) и полемикой с янсенистами, которым он старался вредить всеми возможными способами.